# James McAvoy
Pour les articles homonymes, voir McAvoy.
James McAvoy [ d͡ʒeɪmz ˈmækəvɔɪ], né le 21 avril 1979 à Glasgow en Écosse, est un acteur et réalisateur écossais.
Il fait ses débuts d'acteur à l'âge de seize ans et effectue principalement des apparitions télévisées jusqu'en 2003, notamment dans la série dramatique Jeux de pouvoir et la série de science-fiction Les Enfants de Dune.
McAvoy a joué dans plusieurs pièces de théâtre du West End, recevant trois nominations pour le Laurence Olivier Award du Meilleur acteur.
En 2003, il obtient le rôle principal dans Bollywood Queen, une adaptation de la pièce Roméo et Juliette. Son interprétation du faune Tumnus dans le premier épisode du Monde de Narnia en 2005 contribue à le faire connaître en dehors des frontières de la Grande-Bretagne. En 2006, sa performance dans le drame de Kevin Macdonald, Le Dernier Roi d'Écosse, lui vaut plusieurs nominations. Il enchaîne parallèlement les romances : Penelope et Starter for 10 en 2006), puis Jane et Reviens-moi en 2007, qui lui vaut une nomination au Golden Globes et sa deuxième nomination aux BAFTA.
Au début des années 2010, il s'impose à Hollywood : Wanted : Choisis ton destin (2008) est un succès commercial, puis il est choisi pour incarner le jeune Charles Xavier dans le blockbuster préquel X-Men : Le Commencement (2011). Il reprend son personnage pour trois autres longs-métrages de la franchise X-Men.
Parallèlement, il donne la réplique à Rosario Dawson pour Trance et Jessica Chastain pour The Disappearance of Eleanor Rigby. Puis tente de s'imposer comme tête d'affiche avec Ordure ! (2013), qui lui vaut le prix du meilleur acteur aux British Independent Film Awards et Split (2017), pour lequel il obtient des louanges quasi-unanimes de la critique.
Alors qu'il incarne pour la dernière fois Charles Xavier dans X-Men: Dark Phoenix et Kevin Wendell dans Glass, il rejoint deux autres franchises : Atomic Blonde (2017), porté par Charlize Theron et Ça : Chapitre 2 (2019), qui lui permet de retrouver Jessica Chastain. Il réalise son premier film, California Schemin', prévu pour 2025.

## Biographie

### Enfance et formation
James McAvoy est né à Glasgow en Écosse, d'Elizabeth (née Johnstone), une infirmière psychiatre et James McAvoy Sr, ouvrier en bâtiment. Ses parents divorcent, alors qu'il n'est âgé que de sept ans. En mauvaise santé, la mère de James McAvoy décide que ce dernier ainsi que sa sœur Joy, iraient vivre avec leurs grands-parents maternels, Mary et James Johnstone, à Drumchapel près de Glasgow dans une maison communale.
Il fréquente le lycée de Saint Thomas à Jordanhill, une école catholique. Il travaille dans une boulangerie durant sa jeunesse pour pouvoir suivre des cours dans une école de théâtre.

### Carrière

#### Débuts et révélation critique
James McAvoy apparaît pour la première fois sur grand écran à l'âge de 15 ans avec le rôle de Kevin Savage dans le film The Near Room. Il a admis plus tard qu'il n'était pas très intéressé par le jeu d'acteur lorsqu'il rejoignit le film, mais eut envie d'étudier avec plus d'intérêt cette nouvelle profession après être tombé amoureux de la co-star, Alana Brady. Il continue de jouer alors qu'il est encore un membre du PACE Youth Theatre, aux côtés du chanteur Paolo Nutini.

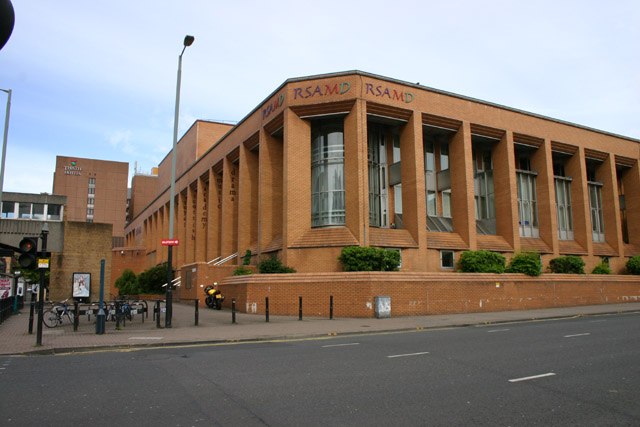
L'Académie royale d'art dramatique à Glasgow dont l'acteur est sorti diplômé en 2000.

Il étudie à l'Académie royale de musique et d'art dramatique d'Écosse et en sort diplômé en 2000. James McAvoy fait des apparitions en tant qu'invité dans des séries télévisées et commence à travailler pour le cinéma. En 2001, l'acteur apparaît dans une pièce Out in the Open. Sa performance en tant qu'arnaqueur homosexuel impressionne le réalisateur Joe Wright[réf. nécessaire] qui lui offre plusieurs rôles, mais l'acteur les décline dans un premier temps[réf. nécessaire].
Il joue dans Privates on Parade au Donmar Warehouse, captant l'attention de Sam Mendes. Durant la même année, il obtient des rôles dans la série télévisée Frères d'armes, une minisérie de onze heures sur la Seconde Guerre mondiale par les producteurs Steven Spielberg et Tom Hanks, diffusé sur le réseau HBO. Il a conquis l'attention des critiques dans l'adaptation télévisuelle de l'œuvre Sourires de loup.
Durant l'année 2003, James McAvoy est connu du grand public grâce au rôle de Leto Atréides II dans la série Les Enfants de Dune (d'après les romans de Frank Herbert) diffusée par Syfy Universal. C'est l'un des programmes de la chaîne obtenant le plus haut taux d'audience[réf. nécessaire]. Un grand nombre de chaînes télévisuelles s'intéressent à lui lorsqu'il accepte en 2003 le rôle d'un journaliste sans scrupules dans la mini-série Jeux de pouvoir. La mini-série dramatique britannique de six épisodes, qui est bien reçue par le public[réf. nécessaire], raconte l'histoire d'une enquête de jeunes journalistes portant sur deux morts mystérieuses liées à une possible affaire d'État et a été diffusée sur BBC One. Qualifiant le programme de « à ne rater sous aucun prétexte », le Chicago Tribune recommande Jeux de pouvoir pour sa distribution.
La même année, il joue dans le premier film, en tant que réalisateur, de Stephen Fry, Bright Young Things. Il joue ensuite dans la comédie romantique La Plus Belle Victoire. En 2004, il interprète le rôle de Rory O’Shea, un adolescent irlandais atteint de dystrophie musculaire dans le film Inside I'm Dancing. Il interprète aussi le personnage de Steve dans les deux premières saisons de la série de Paul Abbott, Shameless aux côtés de sa future femme Anne-Marie Duff.
En 2005, il tient le rôle de Tumnus dans l'adaptation cinématographique du roman fantastique Le Lion, la Sorcière blanche et l'Armoire magique de C. S. Lewis. En 2006, il joue aux côtés de Gillian Anderson et de Forest Whitaker dans une adaptation d'un roman de Giles Foden, Le Dernier Roi d'Écosse, réalisé par Kevin Macdonald. Le film s'inspire des événements qui se sont produits durant les années 1970 sous le régime du dictateur ougandais Idi Amin Dada.
En 2007, il donne la réplique à Anne Hathaway dans le biopic Jane de Julian Jarrold, retraçant la jeunesse de l'écrivain Jane Austen. Mais en 2008, c'est pour un autre rôle dans un film en costumes qu'il est récompensé. Il est en effet nommé comme meilleur interprète masculin aux Golden Globes américains et aux BAFTA de Londres, pour sa prestation de Robbie Turner dans la romance sur fond de guerre Reviens-moi, adapté d'un roman de Ian McEwan. Il reçoit un prix du London Film Critics Circle Awards, comme Acteur britannique de l'année. Joe Wright, le réalisateur du film, précise : « James a des racines ouvrières et c'était très important. L'histoire de Robbie est celle d'un garçon ouvrier dont la vie est souvent à la merci du snobisme des familles de classe supérieure ». Selon Wright, « James a une âme profonde et n'a pas peur de le montrer. Son personnage est décrit par Ian McEwan comme ayant un regard optimiste et James possède ce même regard ». De son côté, James McAvoy évoque le personnage de Robbie comme l'un des plus difficiles qu'il ait jamais joué, de par son tempérament « très droit ».

#### Confirmation commerciale
En 2008, il joue dans le blockbuster d'action Wanted : Choisis ton destin, mis en scène par Timur Bekmambetov, et pour lequel il partage l'affiche avec Angelina Jolie et Morgan Freeman. Le film est un succès commercial : pour un budget de 75 millions de dollars, le film en remporte à l'échelle mondiale un peu plus de 341 millions en salles. Les critiques sont plutôt positives, avec une moyenne sur Rotten Tomatoes de 6,6/10. Le film reçoit en 2009 l'Empire Award du meilleur film fantastique ou de science-fiction.
En 2009, il participe au biopic Tolstoï, le dernier automne, écrit et réalisé par Michael Hoffman et tourne l'année d'après, sous la direction de Robert Redford, dans le thriller historique La Conspiration. Ce dernier film raconte l'histoire vraie de Mary Surratt, accusée de complicité de meurtre lors de l'assassinat d'Abraham Lincoln en 1865. McAvoy y joue le rôle du jeune avocat Frederick Aiken, chargé de sa défense.
Il est fortement pressenti en 2011 pour incarner Bilbon Sacquet dans la trilogie Le Hobbit de Peter Jackson, tout comme Daniel Radcliffe, David Tennant, Shia LaBeouf, Erryn Arkin et Tobey Maguire, mais c'est finalement Martin Freeman qui obtient le rôle.

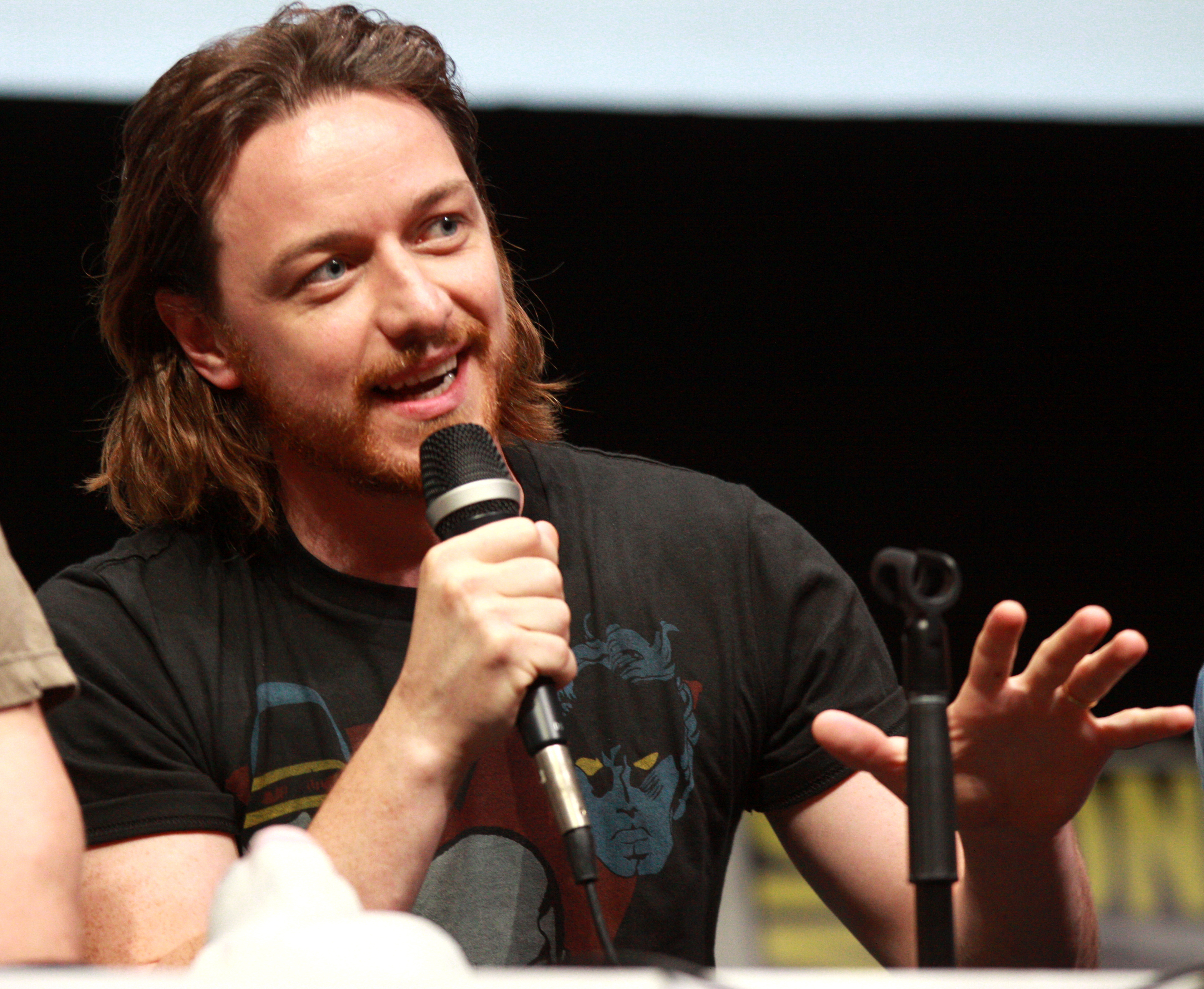
Au Comic-Con de San Diego en 2013 pour la promotion de X-Men: Days of Future Past.

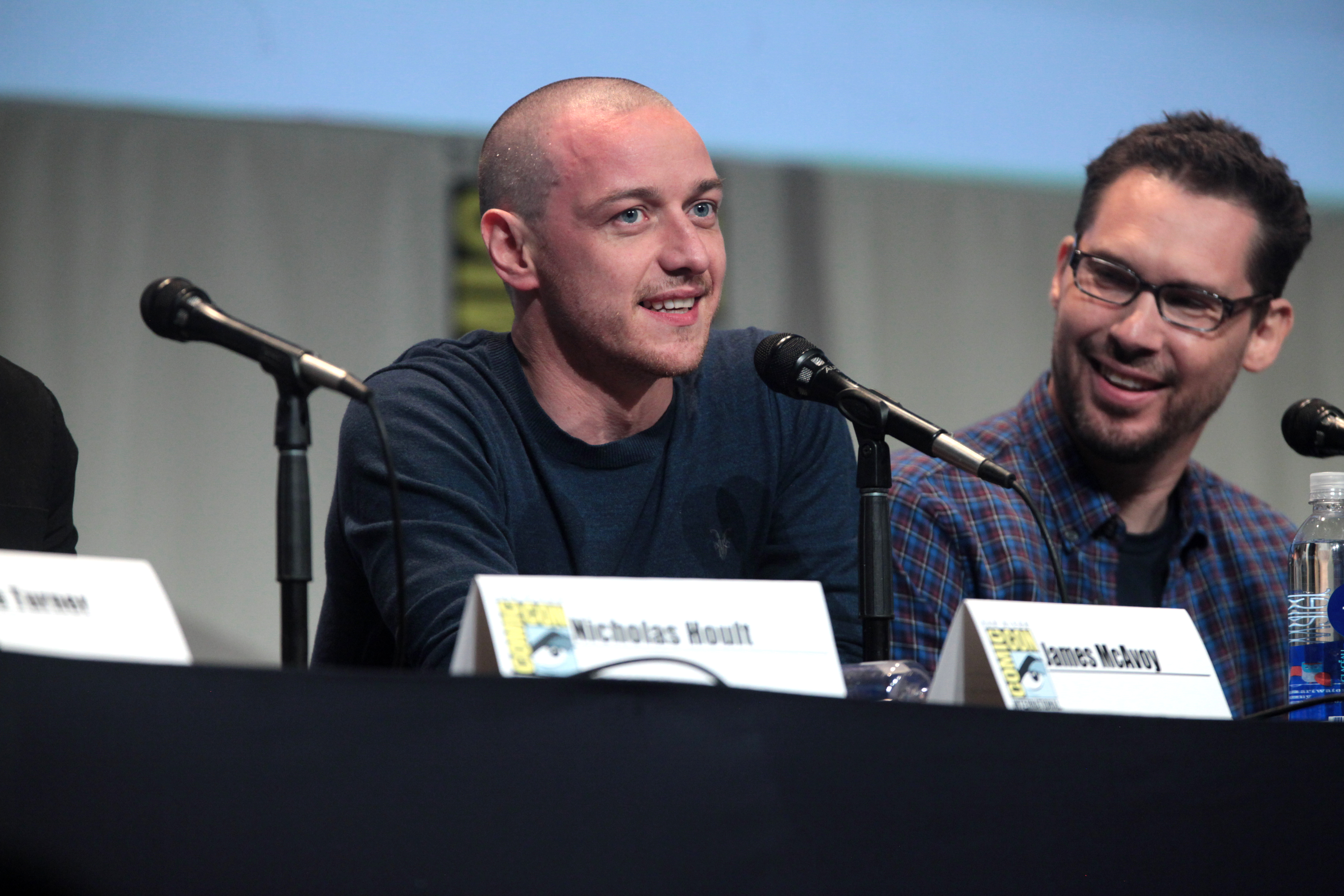
Aux côtés du réalisateur Bryan Singer au Comic-Con de San Diego en 2015 pour la promotion de X-Men: Apocalypse.

Il finit néanmoins par décrocher un rôle dans une autre franchise déjà établie. En 2011, il prête en effet ses traits au jeune Charles Xavier, le futur Professeur X, dans la préquelle située dans les années 1960, X-Men : Le Commencement, de Matthew Vaughn. Le film est un succès critique et commercial. La même année, il prête sa voix à l'adaptation animée Gnoméo et Juliette, aux côtés de sa compatriote Emily Blunt.
L'année 2013 est chargée, puisqu'il apparaît d'abord dans deux productions anglo-américaines : le polar Welcome to the Punch d'Eran Creevy, et le thriller psychologique Trance de Danny Boyle. Ces deux interprétations, ainsi que celle de Bruce Robertson dans Ordure ! (Filth), lui valent le prix de l'acteur britannique de l'année aux London Film Critics Circle Awards. Plus tard, l'acteur confie qu'il s'est particulièrement amusé sur le tournage de Filth en interprétant Bruce, ajoutant : « C'est une chose assez étrange, parce qu'il fait partie des gens les plus fous que j'ai jamais joués, et aussi l'une des personnes les plus endommagées ». Il participe ensuite au triptyque The Disappearance of Eleanor Rigby de Ned Benson, produit et porté par Jessica Chastain. Le troisième film de ce triptyque est présenté dans la sélection Un certain regard au Festival de Cannes l'année suivante.
En 2014, il reprend son rôle du Professeur X dans X-Men: Days of Future Past, suite se déroulant simultanément durant les années 1970 et le futur, cette fois sous la direction de Bryan Singer. Il enchaîne avec le tournage du film d'horreur Victor Frankenstein de Paul McGuigan, où il joue le rôle-titre aux côtés de Daniel Radcliffe.
En 2016, il revient dans X-Men: Apocalypse. Pour les besoins du film, l'acteur se rase la tête, adoptant peu à peu les traits physiques du professeur Xavier interprété dans la suite chronologique de l'histoire par Patrick Stewart. Il conserve cette apparence pour interpréter Kevin Wendell Crumb dans le thriller Split de M. Night Shyamalan. Sorti en février 2017, ce film reçoit de bonnes critiques et la prestation de l'acteur, qui endosse un personnage à personnalités multiples, est acclamée par la plupart, certains la considérant comme la meilleure de sa carrière,. La même année, il seconde Charlize Theron dans le film d'action Atomic Blonde qui convainc la critique, et rencontre également un franc succès au box office.
Il reprend son rôle de professeur X dans le quatrième film de la prélogie X-Men : Dark Phoenix, dont la sortie est prévue pour 2018 et dans lequel il retrouvera notamment Jessica Chastain. Il joue également dans Ça : Chapitre 2 d'Andrés Muschietti, dont la sortie est prévue pour 2019 et où il interprète le rôle de Bill Denbrough, joué auparavant par Jaeden Lieberher.
En 2021, il interprète un père à la recherche de son fils disparu, dans un remake en anglais du thriller de Christian Carion, My Son. Pour ce rôle, James McAvoy ne reçoit ni scénario, ni dialogue, et doit improviser son texte et ses réactions en temps réel, comme ce fut le cas pour Guillaume Canet sur le tournage du film d'origine.
Il fait ensuite ses débuts comme réalisateur avec California Schemin', inspiré de la supercherie autour du groupe de rap Silibil N' Brains (en). Annoncé en 2023, le film sera présenté au festival international du film de Toronto 2025,.

### Vie privée
Durant son enfance, James McAvoy a vécu par intermittence avec sa mère, sans pouvoir rester en contact avec son père. Selon ce dernier, James McAvoy évita tout contact avec lui après que sa sœur aînée déménagea avec son nouvel ami. Néanmoins, l'acteur considère avoir eu une bonne éducation de sa part.
L'acteur apprécie les thèmes liés à la fantasy depuis ses onze ans, âge auquel il a lu Le Seigneur des anneaux.

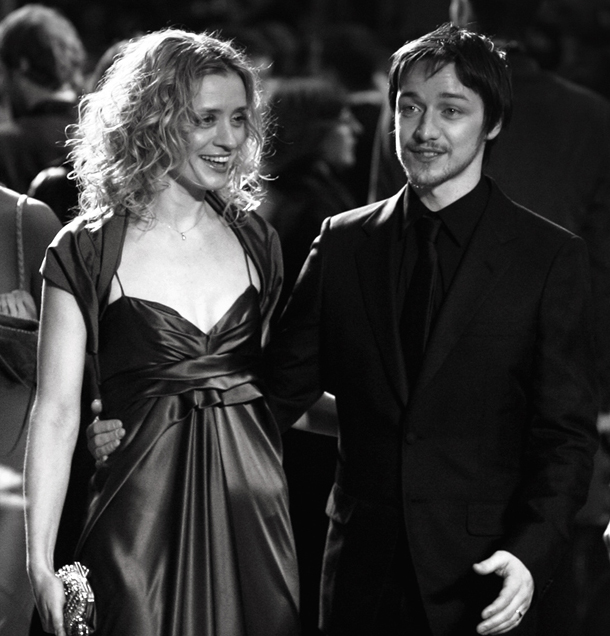
James McAvoy et Anne-Marie Duff en 2007.

Il fréquente l'actrice écossaise Emma Nielsen (Emma King comme nom de scène) pendant six ans jusqu'en 2003. Puis il commence une relation avec Anne-Marie Duff, qui joue à ses côtés dans la série Shameless. Ils se marient le 18 octobre 2006 et leur fils, prénommé Brendan, naît en juin 2010. Ils divorcent en 2016.
En 2022, il confirme dans une interview être marié à Lisa Liberati, rencontrée sur le tournage du film Split alors qu'elle travaillait en tant qu'assistante personnelle du réalisateur M. Night Shyamalan.

#### Opinions
Il se considère comme une personne spirituelle ne pratiquant plus le catholicisme. Dans une interview de 2006, James McAvoy a admis que le fait qu'il souhaitait devenir prêtre durant son enfance était une excuse pour pouvoir voyager.
Il garde son affiliation politique privée. Au cours du référendum sur l'indépendance de l'Écosse en 2014, James McAvoy a refusé de se prononcer publiquement sur son choix d'être indépendantiste ou « pro-Union ». Durant le déroulement du référendum, il a évité de s'emparer du débat, estimant que ce serait « contre-productif » pour sa carrière.
En s'exprimant sur Sky News, James McAvoy a déclaré qu'il trouvait que les cinéastes britanniques dépréciaient et ridiculisaient leurs productions pour attirer le public américain. « C'est comme si nous rendions nos films plus condescendants en nous montrant différents de ce que nous sommes vraiment », a commenté l'acteur. D'autre part, il considère que les films en 3D symbolisent le « gaspillage d'argent », accusant les studios de cinéma d'utiliser cet effet uniquement pour obtenir davantage d'argent du public.

#### Engagements caritatifs
McAvoy a effectué un BASE jump en sautant du toit du Guy's Hospital afin de recueillir des fonds pour l’organisation ougandaise Retrak, venant en aide aux enfants des rues livrés à eux-mêmes. McAvoy est ambassadeur de la Croix-Rouge britannique avec qui il a voyagé en Ouganda pour faire connaître leurs projets. Il s'est impliqué pour ce pays après y avoir tourné Le Dernier Roi d'Écosse pendant plusieurs mois. En février 2007, il visite le nord du pays et passe quatre jours à accompagner les projets soutenus par la Croix-Rouge.
En 2015, James McAvoy fait également don de 125 000 livres sterling à son ancienne école de théâtre, l'Académie royale de musique et d'art dramatique, afin de financer un programme de bourses.

## Filmographie

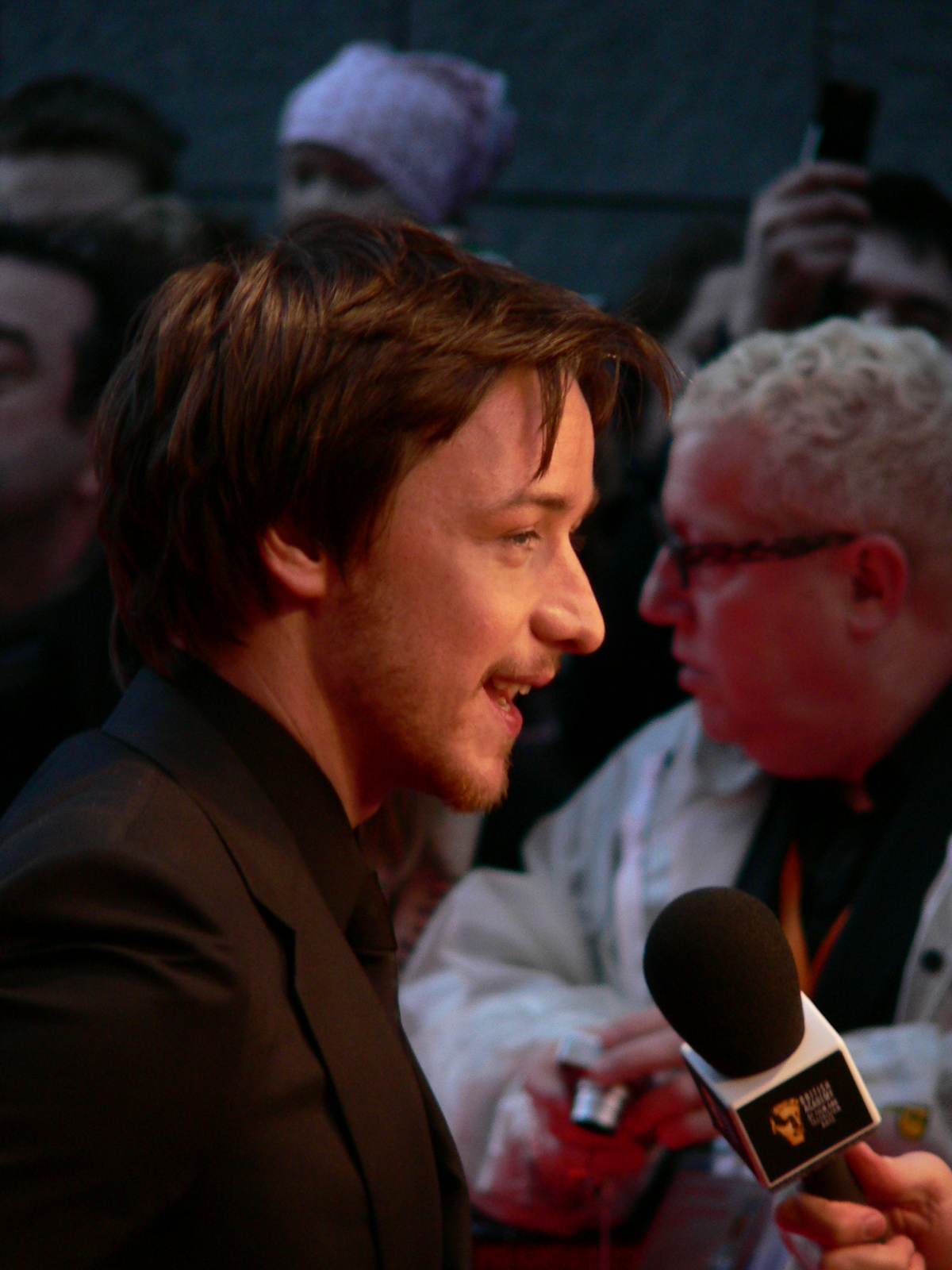
Aux BAFTA Awards, en février 2007, pour Le Dernier Roi d'Écosse.

### Acteur

#### Cinéma

##### Longs métrages
- 1995 : The Near Room de David Hayman : Kevin
- 1997 : Renaissance (en) (Regeneration) de Gillies MacKinnon : Anthony Balfour
- 2001 : Swimming Pool : La Piscine du danger (Swimming Pool - Der Tod feiert mit) de Boris von Sychowski : Mike
- 2002 : Bollywood Queen de Jeremy Wooding : Jay
- 2003 : Bright Young Things de Stephen Fry : Simon Balcairn
- 2004 : La Plus Belle Victoire (Wimbledon) de Richard Loncraine : Carl Colt
- 2004 : Inside I'm Dancing de Damien O'Donnell : Rory O'Shea
- 2005 : Le Monde de Narnia : Le Lion, la Sorcière blanche et l'Armoire magique (The Chronicles of Narnia : The Lion, the Witch and the Wardrobe) d'Andrew Adamson : le faune Tumnus
- 2006 : Le Dernier Roi d'Écosse (The Last King of Scotland) de Kevin Macdonald : Dr Nicholas Garrigan
- 2006 : Penelope de Mark Palansky : Johnny / Max
- 2006 : Starter for 10 de Tom Vaughan : Brian Jackson
- 2007 : Jane de Julian Jarrold : Tom Lefroy
- 2007 : Reviens-moi (Atonement) de Joe Wright : Robbie Turner
- 2008 : Wanted : Choisis ton destin (Wanted) de Timur Bekmambetov : Wesley Gibson
- 2009 : Tolstoï, le dernier automne de Michael Hoffman : Valentin Boulgakov
- 2010 : La Conspiration de Robert Redford : Frederick Aiken
- 2011 : X-Men : Le Commencement de Matthew Vaughn : Charles Xavier / Professeur X
- 2013 : Welcome to the Punch d'Eran Creevy : Max Lewinsky
- 2013 : Trance de Danny Boyle : Simon Newton
- 2013 : The Disappearance of Eleanor Rigby de Ned Benson : Conor Ludlow
- 2013 : Ordure ! (Filth) de Jon S. Baird : Bruce Robertson
- 2014 : Opération Muppets de James Bobin : le livreur d'UPS
- 2014 : X-Men : Days of Future Past de Bryan Singer : Charles Xavier / Professeur X
- 2015 : Docteur Frankenstein (Victor Frankenstein) de Paul McGuigan : Victor Von Frankenstein
- 2016 : X-Men : Apocalypse de Bryan Singer : Charles Xavier / Professeur X
- 2017 : Split de M. Night Shyamalan : Kevin Wendell Crumb / Patricia / Hedwig / Dennis
- 2017 : Atomic Blonde de David Leitch : David Percival
- 2017 : Submergence de Wim Wenders : James Moore
- 2018 : Deadpool 2 de David Leitch : Charles Xavier / Professeur X
- 2019 : Glass de M. Night Shyamalan : Kevin Wendell Crumb / Patricia / Hedwig / Dennis[36]
- 2019 : X-Men: Dark Phoenix (Dark Phoenix) de Simon Kinberg : Charles Xavier / Professeur X
- 2019 : Ça : Chapitre 2 (It : Chapter Two) d'Andrés Muschietti : Bill Denbrough
- 2021 : My Son de Christian Carion : Edmond Murray
- 2022 : La Bulle (The Bubble) de Judd Apatow : lui-même
- 2024 : The Book of Clarence de Jeymes Samuel
- 2024 : Speak No Evil de James Watkins : Paddy
- 2025 : California Schemin' de lui-même

##### Films d'animation
- 2004 : Le Fil de la vie (Strings) d'Anders Rønnow Klarlund : Hal (voix)
- 2011 : Gnoméo et Juliette (Gnomeo & Juliet) de Kelly Asbury : Gnomeo (voix)
- 2011 : Mission : Noël (Arthur Christmas) de Sarah Smith : Arthur (voix)
- 2018 : Sherlock Gnomes de John Stevenson : Gnomeo (voix)

#### Télévision

##### Séries télévisées
- 1997 : The Bill : Gavin Donald
- 2001 : Murder in Mind (en) : Martin Vosper
- 2001 : Frères d'armes (Band of Brothers) : James W. Miller
- 2002 : Meurtres à l'anglaise (The Inspector Lynley Mysteries) : Gowan Ross
- 2002 : White Teeth (en) : Josh Malfen
- 2002 : Les Enquêtes de Foyle (Foyle's War) : Ray Pritchard
- 2003 : Les Enfants de Dune (Children of Dune) : Leto Atréides II
- 2003 : Jeux de pouvoir (State of Play) : Dan Foster
- 2003 : Early Doors (en) : Liam
- 2004 : Shameless : Steve McBride
- 2005 : ShakespeaRe-Told (en) : Joe Macbeth
- 2018 : La colline aux lapins : Hazel (voix)
- 2019 - 2022 : His Dark Materials : À la croisée des mondes (His Dark Materials) : Lord Asriel[37],[38]
- 2022 : Sandman : l'homme aux cheveux d'or (Golden-Haired Man en VO) (1 épisode)

##### Téléfilms
- 1997 : An Angel Passes By : Local boy
- 2000 : Lorna Doone (en) : sergent Bloxham
- 2021 : Together de Stephen Daldry : Il

#### Jeux vidéo
- 2020 : 12 Minutes (voix originale)

### Réalisateur
- 2025 : California Schemin'

## Théâtre
- 2010 : Trois Jours de pluie de Richard Greenberg à l'Apollo Theatre de Londres
- 2013 : Macbeth de William Shakespeare au Trafalgar Studios de Londres
- 2015 : The Ruling Class de Peter Barnes au Trafalgar Studios
- 27 novembre 2019-29 février 2020 : Cyrano de Bergerac de Edmond Rostand, adaptation de Martin Crimp, dirigé par Jamie Lloyd[39], au Playhouse Theatre de Londres.

## Distinctions
Sauf indication contraire ou complémentaire, les informations mentionnées dans cette section proviennent de la base de données IMDb.

### Récompenses
- 2006 : British Academy Film Awards : Rising Star Awards (révélation de l'année)
- 2007 : Alliance of Women Film Journalists : Meilleur séduction pour Reviens-moi, prix partagé avec Keira Knightley
- 2007 : BAFTA Scotland Awards : Meilleur acteur dans Le Dernier Roi d'Écosse
- 2007 : Festival de Cannes : Trophée Chopard de la révélation masculine[41]
- 2008 : London Film Critics Circle : Meilleur acteur dans Reviens-moi
- 2008 : Festival international du film de Santa Barbara : Virtuoso Award pour Reviens-moi
- 2008 : Empire Awards : Meilleur acteur dans Reviens-moi
- 2013 : British Independent Film Awards : Meilleur acteur dans Filth
- 2014 : BAFTA Scotland Awards : Meilleur acteur dans Filth
- 2014 : London Film Critics Circle Awards : Meilleur acteur britannique dans Filth, Trance et Welcome to the Punch
- 2014 : Empire Awards : Meilleur acteur dans Filth

### Nominations
- 2004 : British Comedy Awards : Meilleur nouveau acteur dans une série télévisée comique pour Shameless
- 2005 : London Critics' Circle Film Awards : Meilleur acteur britannique de l'année pour Inside I'm Dancing
- 2006 : British Independent Film Awards : Meilleur acteur dans Le Dernier Roi d'Écosse
- 2006 : Empire Awards : Révélation masculine pour Le monde de Narnia
- 2006 : London Critics' Circle Film Awards : Meilleur acteur britannique dans un second rôle de l'année pour Le monde de Narnia
- 2007 : British Academy Film Awards : Meilleur acteur dans un second rôle dans Le Dernier Roi d'Écosse
- 2007 : Dublin Film Critics' Circle Awards : Meilleur acteur pour Reviens-moi
- 2007 : London Critics' Circle Film Awards : Meilleur acteur britannique de l'année pour Le Dernier Roi d'Écosse
- 2007 : Prix du cinéma européen : Meilleur acteur pour Le Dernier Roi d'Écosse
- 2008 : BAFTA Awards : Meilleur acteur pour Reviens-moi
- 2008 : British Academy Film Awards : Meilleur acteur dans Reviens-moi
- 2008 : Evening Standard British Film Awards :
  - Meilleur acteur pour Reviens-moi
  - Meilleur acteur pour Jane
- 2008 : Golden Globes : Meilleur acteur dans un film dramatique pour Reviens-moi
- 2008 : Gold Derby Awards :
  - Meilleur acteur pour Reviens-moi
  - Meilleure distribution pour Reviens-moi
- 2008 : International Online Cinema Awards : Meilleur acteur pour Reviens-moi
- 2008 : Irish Film and Television Awards : Meilleur acteur pour Reviens-moi
- 2008 : National Movie Awards : Meilleure interprétation masculine pour Wanted
- 2008 : Online Film & Television Association : Meilleur acteur pour Reviens-moi
- 2008 : Prix du cinéma européen : Meilleur acteur pour Reviens-moi
- 2009 : MTV Movie & TV Awards : Meilleur baiser pour Wanted, nomination partagée avec Angelina Jolie
- 2009 : Satellite Awards : meilleur acteur dans un second rôle pour Tolstoï, le dernier automne
- 2010 : Laurence Olivier Awards : Meilleur acteur dans la pièce Three Days of Rain
- 2011 : Scream Awards :
  - Meilleur super-héros pour X-Men : Le Commencement
  - Meilleur acteur dans un film fantastique pour X-Men : Le Commencement
- 2011 Women Film Critics Circle Awards : Meilleur couple à l'écran pour Gnoméo et Juliette, nomination partagée avec Emily Blunt
- 2012 : People's Choice Awards : Super-héros préféré dans un film pour X-Men : Le Commencement
- 2013 : Laurence Olivier Awards : Meilleur acteur dans la pièce MacBeth
- 2015 : Laurence Olivier Awards : Meilleur acteur dans la pièce The Ruling Class
- 2017 : International Online Cinema Awards : Meilleur acteur pour Split
- 2017 : Kids' Choice Awards : Meilleure distribution pour X-Men: Apocalypse
- 2017 : MTV Movie & TV Awards : Meilleur acteur pour Split

## Voix francophones
Dans les versions françaises, Alexis Victor est la voix française régulière de James McAvoy, qu'il double notamment dans Narnia, Le Dernier Roi d'Écosse, la prélogie X-Men, Split et la série télévisée À la croisée des mondes. À quelques occasions, il a été remplacé par Emmanuel Garijo (pour la mini-série Jeux de pouvoir) ; Paolo Domingo (pour la série Les Enfants de Dune) ; Rémi Bichet (pour Reviens-moi) et David Manet (pour la série Shameless). Benjamin Jungers lui prête sa voix dans Wanted : Choisis ton destin en 2008. Dans l'animation, Michaël Gregorio a été choisi pour le doubler dans Gnoméo et Juliette et sa suite, c'est Damien Boisseau dans la série La Colline aux lapins.
Pour les versions québécoises, le doublage de l'acteur est le plus souvent réalisé par Nicolas Charbonneaux-Collombet, notamment pour les films Recherché, Blonde atomique, Phénix noir, Ça : Chapitre 2 et Victor Frankenstein. Pour le film Divisé, il s'agit d'Alexandre L'Heureux et pour Les Chroniques de Narnia: L'Armoire Magique, Philippe Martin.
- Versions françaises :
  - Alexis Victor : Le Monde de Narnia, Le Dernier Roi d'Écosse, prélogie X-Men, Split, série À la croisée des mondes, etc.

- Versions québécoises :
  - Nicolas Charbonneaux-Collombet : Recherché, Blonde atomique, Phénix noir, Ça : Chapitre 2, Victor Frankenstein, etc.